# O Batán (Maceda)
O Batán es una aldea española situada en la parroquia de Tioira, del municipio de Maceda, en la provincia de Orense, Galicia.

## Demografía
| Gráfica de evolución demográfica de O Batán entre 2000 y 2022 |
|                                                               |
| Datos según el nomenclátor publicado por el INE.              |